# Wilhelm Steinitz
William Steinitz rođen kao Wilhelm Steinitz (Prag, 14. svibnja 1836. – New York, 12. kolovoza 1900.), austrijski šahist židovskog podrijetla i prvi službeni svjetski prvak u šahu.
Poznat je po svom originalnom doprinosu šahovskoj strategiji kao što su njegove ideje o pozicijskoj igri, a njegove teorije su visoko cijenili različiti šahisti kao što su bili Aron Nimcovič, Siegbert Tarrasch i Emanuel Lasker.

## Životopis
Rođen je u Pragu, u bivšoj Austro-Ugarskoj (danas Češka) 17. svibnja, 1836. Morphyjevim umirovljenjem, Steinitz je smatran najboljim igračem šaha na svijetu od pobjede nad Adolfom Anderssenom u meču održanom 1866. 
Njegovu pobjedu nad Johannesom Zukertortom 1886. godine većina smatra prvom borbom za svjetsku titulu jer je Paul Morphy, tada smatran najjačim šahistom na svijetu, umro samo dvije godine prije ovog događaja. 
Steinitz je branio titulu od 1886. do 1894., u četiri meča protiv Zuckentorta, Čigorina (dva puta) i Gunsberga. Izgubio je dva meča protiv Laskera, 1894. i 1896., koji je postao njegov nasljednik na svjetskom šahovskom tronu.
Steinitz je prihvatio znanstveni pristup u izučavanju šaha. On će formulirati svoje teorije znanstvenim izrazima i „zakonima“.
Steinitz je postao američki državljanin 23. studenog, 1888., pošto je pet godina živio u New Yorku, a svoje ime "Wilhelm" promijenio je u "William".
Poslije gubitka svjetske titule, Steinitz je duševno obolio i posljednje godine proveo je u većem broju zdravstvenih institucija u New Yorku.
Njegova šahovska karijeru nije mu donijela financijski dobit i umro je 12. kolovoza 1900. kao siromah u New Yorku. Sahranjen je na groblju u Brooklynu.
Lasker, koji je preuzeo titulu od Steinitz a, jednom je rekao: „Ja, koji sam pobijedio Steinitza, opravdat ću njegove teorije, i ispravit ću greške koje je on učinio.“ Steinitzova sudbina i Laskerov trud da izbjegne sličnu financijsku propast navođeni su među razlozima zašto se Lasker toliko borio da bi sačuvao svjetski naslov prvaka.

## Doprinos šahu
Steinitz je počeo profesionalno igrati šah s 26 godina u Engleskoj. Njegova igra u to vrijeme nije se ralikovala od ostalih igrača: oštra, agresivna i puna žrtvovanja. Godine 1873. međutim njegova igra iznenada se promijenila. Počeo je posvećivati veliku pažnju onome što se danas naziva pozicijski elementi šaha: raspored pješaka, prostor, zaštita skakača i sl. Polako je usavršavao svoj način igre, što mu je pomoglo da izraste u prvog svjetskog prvaka u šahu.
Ono što je Steinitz dao šahu može se usporediti s onim što je Newton dao fizici: pretvorio ga je u pravu znanost. Izdvajajući veći broj pozicija na ploči, Steinitz je shvatio da svi briljantni napadi proizilaze iz slabosti u protivnikovoj obrani. Proučavajući i razvijajući pozicije, usavršio je novu vještinu obrane koja je brzo uzdigla tadašnju razinu igre. Štoviše, naglasio je ideju da se napad u šahu sastoji od onoga što se danas naziva „Akumulacijska teorija“, zbroj jako malih prednosti.
Iako to nije odmah bilo očevidno, Steinitz je šahovskom svijetu dao svoj najveći dar. Iako je taktika bila, i danas je, osnovni element čvrste igre, njegova nova teorija dala je mogućnost kako za obranu tako i korištenje briljantnih kombinacija po čemu je njegovo doba bilo poznato.
Kada se borio za svoju prvu titulu 1886. protv Zuckentorta, postalo je jasno da Steinitz igra na drugoj razini. Pretrpio je seriju poraza na početku meča (na primjer: iako je u trećoj partiji bio strateški nadmoćniji nije ju uspio i realizirati). Vremenom se međutim razina Steinitzove igre unapređivala i meč se završio njegovom uvjerljivom pobjedom (10:5).
Možda se ocjena Steinitzovog utjecaja na šah može najbolje iskazati riječima drugog majstora strategije Tigrana Petrosjana: „Značaj Steinitzovog učenja je u tome što je on pokazao da šah u principu ima jasno definiranu logičku strukturu.“

## Vanjske poveznice
- http://www.ffri.hr/~mlukovic/Likovi.htm  Arhivirana inačica izvorne stranice od 10. lipnja 2007. (Wayback Machine) (hrv.)
- http://www.chesscorner.com/worldchamps/steinitz/steinitz.htm(engl.)
- http://www.chessgames.com/perl/chessplayer?pid=10421(engl.)
- http://www.jeremysilman.com/chess_history/grt_plyr_w_steinitz.html  Arhivirana inačica izvorne stranice od 19. lipnja 2008. (Wayback Machine)
- http://www.schachecke.de/weltmeister/weltmeister2/steinitz/steinitz.html  Arhivirana inačica izvorne stranice od 13. lipnja 2008. (Wayback Machine)
- http://www.bad-bad.de/gesch/steinitz.htm  Arhivirana inačica izvorne stranice od 9. prosinca 2007. (Wayback Machine)

| Prethodnik:       | Svjetski šahovski prvak 1886. – 1894. | Nasljednik:    |
| pozicija stvorena | Svjetski šahovski prvak 1886. – 1894. | Emanuel Lasker |